# Jahnsita-(MnMnZn)
La jahnsita-(MnMnZn) és un mineral de la classe dels fosfats que pertany al subgrup de la jahnsita.

## Característiques
La jahnsita-(MnMnZn) és un fosfat de fórmula química Mn²⁺Mn²⁺Zn₂Fe³⁺₂(PO₄)₄(OH)₂(H₂O)₈. Va ser aprovada com a espècie vàlida per l'Associació Mineralògica Internacional l'any 2018. Cristal·litza en el sistema monoclínic. La seva duresa a l'escala de Mohs és 4.
L'exemplar que va servir per a determinar l'espècie, el que es coneix com a material tipus, es troba conservata les col·leccions mineralògiques del Museu d'Història Natural del Comtat de Los Angeles, a Los Angeles (Califòrnia) amb el número de catàleg: 67277.

## Formació i jaciments
La única mostra trobada d'aquesta espècie va ser descoberta a la mina Herdade dos Pendões, situada a São Luís, pertanyent a Odemira (Beja, Portugal). La mostra original es va subdividir en 3 parts. Aquest indret és, per tant, l'únic indret de tot el planeta on ha estat descrita aquesta espècie mineral.